# Municipio de Green Prairie
El municipio de Green Prairie (en inglés: Green Prairie Township) es un municipio ubicado en el condado de Morrison en el estado estadounidense de Minnesota. En el año 2010 tenía una población de 748 habitantes y una densidad poblacional de 17,25 personas por km².

## Geografía
El municipio de Green Prairie se encuentra ubicado en las coordenadas 46°3′24″N 94°21′30″O / 46.05667, -94.35833. Según la Oficina del Censo de los Estados Unidos, el municipio tiene una superficie total de 43.36 km², de la cual 41,63 km² corresponden a tierra firme y (4 %) 1.73 km² es agua.

## Demografía
Según el censo de 2010, había 748 personas residiendo en el municipio de Green Prairie. La densidad de población era de 17,25 hab./km². De los 748 habitantes, el municipio de Green Prairie estaba compuesto por el 99,2 % blancos, el 0,27 % eran asiáticos, el 0,13 % eran de otras razas y el 0,4 % eran de una mezcla de razas. Del total de la población el 0,8 % eran hispanos o latinos de cualquier raza.